# Елатомское городское поселение
Елатомское городское поселение — муниципальное образование (городское поселение) в Касимовском районе Рязанской области.
Административный центр — посёлок городского типа Елатьма.

## История
Елатомское городское поселение образовано в 2006 г путём реорганизации администрации пгт Елатьма и присоединения к ней Зареченского сельского округа.

## Население
| 2010  | 2012  | 2013  | 2014  | 2015  | 2016  | 2017  | 2018  | 2019  |
| ----- | ----- | ----- | ----- | ----- | ----- | ----- | ----- | ----- |
| 3653  | ↘3533 | ↘3484 | ↘3393 | ↘3328 | ↘3264 | ↘3235 | ↘3176 | ↘3128 |
| 2020  | 2021  | 2023  |       |       |       |       |       |       |
| ↘3077 | ↗3403 | ↘3310 |       |       |       |       |       |       |

## Состав городского поселения
| № | Населённый пункт                              | Тип населённого пункта                          | Население |
| - | --------------------------------------------- | ----------------------------------------------- | --------- |
| 1 | Елатьма                                       | посёлок городского типа, административный центр | ↘3193     |
| 2 | Ласинский                                     | посёлок                                         | ↘57       |
| 3 | Марсевский                                    | посёлок                                         | ↘1        |
| 4 | Посёлок Центрального отделения совхоза «Маяк» | посёлок                                         | ↘58       |
| 5 | Черновский                                    | посёлок                                         | →1        |

## Местное самоуправление
Главы городкого поселения
- до 2023 года — Людмила Викторовна Анфимова
- с 2023 года — Григорий Викторович Данилов

Главы администрации
- до 2023 года — и. о. Юлия Викторовна Красина
- с 2023 года — и. о. Александр Сергеевич Монахов